# 스콧 코언
스콧 코언(Scott Cohen, 1961년 12월 9일 ~ )은 미국의 배우이다.

## 출연 작품
- 세 친구 (2018)
- 라이트 웬 유 겟 워크 (2018)
- 웨딩위크 (2018)
- 월터 교수의 마지막 강의 (2016)
- 얼리전스 (2015)
- 잭 오브 더 레드 하트 (2015)
- 네세서리 러프니스 시즌3 (2013)
- 애프터 더 폴 (2013)
- 네세서리 러프니스 시즌2 (2012)
- 완전범죄 프로젝트 (2012)
- 3윅스투데이토나 (2011)
- 러브리스 (2011)
- 팬 암 (2011)
- 네세서리 러프니스 (2011)
- 캡처 더 플래그 (2010)
- 뉴욕에서 착하게 살아가는 법 (2010)
- 러브 & 드럭스 (2010)
- 더 어메이징 미세스 노박 (2009)
- 아이언 크로스 (2009)
- 러브 앤 어더 임파서블 퍼슈츠 (2009)
- 프류드스 매직 파우더 (2009)
- 에브리바디 파인 (2009)
- 대역 (2008)
- 윈터 오브 프로즌 드림스 (2008)
- 더 써클 (2005)
- 노츠 (2004)
- 스트리트 타임 (2002)
- 이브의 아름다운 키스 (2001)
- 킹덤 판타지 (2000)
- 길모어 걸스 (2000)
- 킹 오브 더 정글 (1999)
- 베터 리빙 (1998)
- 지아 (1998)
- 브라더스 키스 (1997)
- 고티 (1996)
- 바이브레이션 (1995)
- 룸메이트 (1995)
- 스윗 이블 (1993)
- 법과 질서 (1990)
- 원 라이프 투 리브 (1968)